# Beautiful (canción de Baekhyun)
«Beautiful» es una canción interpretada por el cantante surcoreano Baekhyun. La canción fue lanzada el 22 de abril de 2015 como sencillo de la banda sonora del webdrama EXO Next Door.

## Lanzamiento y composición
El 22 de abril de 2015, S.M. Entertainment publicó «Beautiful» a través de varias plataformas de música.
Escrita por Hwai, Kang Min-gook y Kim Jin-hun y producida por este último, es una canción de balada que presenta la melodía ligera de la voz de Baekhyun. Se supone que las letras expresan los sentimientos que tenía EXO cando conocieron a sus fanáticos.

## Vídeo musical
El videoclip muestra escenas donde Baekhyun canta dentro de una cabina de grabación, las cuales se entremezclan con las escenas de EXO Next Door para que coincida con el humor suave, pero dulce de «Beautiful», la mayoría de las escenas incluyen a los miembros Chanyeol y D.O. y a la protagonista Moon Ga-young.

## Posicionamiento en listas
| Lista (2015)                         | Mejor posición |
| ------------------------------------ | -------------- |
| Corea del Sur (Gaon Digital Chart)   | 7              |
| Estados Unidos (World Digital Songs) | 10             |

## Ventas
| País          | Ventas  |
| ------------- | ------- |
| Corea del Sur | 215 163 |